# بنیامینو ماجو
بنیامینو ماجو (ایتالیایی: Beniamino Maggio؛ ‏ ۱۰ اوت ۱۹۰۷ – ۶ سپتامبر ۱۹۹۰) بازیگر اهل ایتالیا بود.
از فیلم‌هایی که وی در آن نقش داشته‌است، می‌توان به ترانه عاشقانه، ماه نو، بکش یا بمیر و ناپل همیشه ناپل است اشاره کرد.